# Andrei Ljaptschew

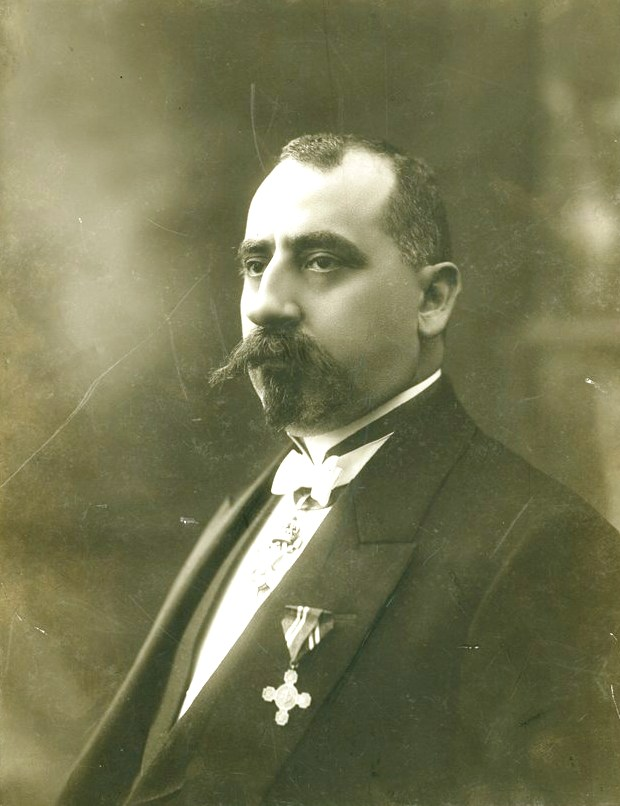
Andrei Ljaptschew

Andrei Tassew Ljaptschew (bulgarisch Андрей Тасев Ляпчев; * 30. November 1866 in Resen (heute Nordmazedonien); † 6. November 1933 in Sofia) war ein bulgarischer Politiker, Ministerpräsident, sowie Mitbegründer und Mitglied des Mazedonischen Wissenschaftlichen Instituts. Für seine Verdienste bei der Unabhängigkeitsverhandlungen mit dem Osmanischen Reich wurde er 1910 vom bulgarischen Parlamentspräsidenten Christo Slawejkow für den Friedensnobelpreis nominiert.

## Biographie

### Familie, Ausbildung und Kampf für die Vereinigung Bulgariens
Andrei Ljaptschew, dessen Geburtsort in der Landschaft Makedonien damals Teil des Osmanischen Reiches war, wurde in einer traditionsbewusste Familien geboren (siehe Makedonische Bulgaren). Sein Vater Tasse war einer der Vorkämpfer für eine unabhängige Bulgarisch-orthodoxe Kirche in Makedonien. Andrei war der sechste Sohn in der Familie von Tasse; sein Bruder Nikola fiel während des Ilinden-Preobraschenie-Aufstandes als Mitglied der BMARK und sein Bruder Ewtim war eine Person des Öffentlichen Lebens in Resen und Förderer der bulgarischen Gemeinde dort.
Andrei besuchte zunächst die bulgarischen Schule in seiner Heimatstadt Resen, bevor diese – wie alle bulgarische Bildungsinstitutionen im Osmanischen Reich nach dem Aprilaufstand – 1876 geschlossen wurde. In den folgenden drei Jahre half er seinem Bruder Georgi, der Kaufmann in Bitola war und sich nach dem Tod des Vaters um die Familie kümmerte. Als 1879 die bulgarischen Schulen erneut eröffneten, schrieb sich Ljaptschew am Bulgarische Gymnasium von Bitola ein, wechselte jedoch nach zwei Jahren mit einem Begabtenstipendium der bulgarischen Kirche an das Bulgarische Männergymnasium in Thessaloniki. Dort traf er den Lehrer Trajko Kitantschew, der ebenfalls aus Resen stammte und in der Folge großen Einfluss auf Ljaptschew hatte. Als Kitantschew des Gymnasiums verwiesen wurde, zog 1884 Ljaptschew zu ihm nach Plowdiw, die Hauptstadt der osmanischen Provinz Ostrumelien, und schrieb sich in das dortige Gymnasium Kyrill und Method ein.
Zusammen mit andere Schüler des Gymnasiums wie Pere Toschew, Nikola Genadiew wurde er auf Vorschlag von Spiro Kostow Mitglied des Bulgarischen geheimen revolutionären Zentralkomitee (kurz BGRZK) und nahm an den Vorbereitungen und der Vereinigung von Bulgarien und Ostrumelien teil. Als am 2. September seine Mitschüler Todor Chadschikirilow, Sabko Milkow und Andon Oreschkow in Panagjurischte ohne Abstimmung mit der BGRZK die Vereinigung ausriefen und die Bevölkerung dort zu den Waffen riefen, wurde Ljaptschew vom BGRZK dorthin geschickt, aber unterwegs von der ostrumelischen Miliz festgenommen. Er wurde nach der Vereinigung am 6. September freigelassen. Nach dem Beginn des Serbisch-Bulgarischen Krieges am 14. November 1885 schrieb sich Ljaptschew, wie weitere Schüler des Gymnasiums, im Freiwilligenregiment der bulgarischen Armee ein, welches jedoch auf Befehl von Knjas Alexander I. von Bulgarien die Nachschubwege sicherte. Dennoch erreichte das Regiment das eroberte Pirot, wo sie im Dezember demobilisiert wurden und nach Plowdiw zurückkehrten.
Nach dem von Russland im Sommer 1886 organisierten Putsch, der zur Absetzung des deutschstämmigen bulgarischen Monarchen Alexander I. und der anschließenden Intervention russischer Vertreter in die Innenpolitik Bulgariens führte, schloss sich Andrei Ljaptschew mit einigen Mitschülern einer von Sachari Stojanow, Dimitar Petkow, Dimitar Risow angeführten Gruppe ehemaliger BGRZK-Mitglieder an. Dabei soll Ljaptschew mit weiteren Putschgegnern sogar an eine Prügelei mit dem konservativen prorussischen Politikers Todor Burmow beteiligt gewesen sein, eine Beteiligung an dem Fall wurde von ihm jedoch selbst später bestritten. Nach dem von Stefan Stambolow angeführten Gegenputsch und unter dessen Regierung kühlten sich Beziehungen zwischen ihn und den ehemaligen BGRZK-Mitstreitern mit Ausnahme von Risow ab. Als dieser im Sommer 1888 Stambolow-kritische Artikel veröffentlichte und zu zwei Jahren Gefängnis verurteilt wurde, wurde auch ein Haftbefehl gegen Ljaptschew erlassen. Letzterer schaffte es jedoch noch das Land zu verlassen.
Anschließend absolvierte Ljaptschew ein Studium der Finanz- und Wirtschaftswissenschaften an den Universitäten Zürich, Berlin und Paris. Es ist jedoch umstritten, ob er das Studium in Paris 1893 abgeschlossen hat oder nur Vorlesungen besucht hat. Auch besuchte er kurz nach dem Tod seines Bruders Georgi für eine längere Zeit seine noch im Osmanischen Reich liegende Heimatstadt Resen.
Zwischen 1894 und 1900 war Ljaptschew als Beamter im Finanzministerium und danach als Journalist tätig. Als solcher unterstützte er in den folgenden Jahren die Bulgarischen Makedonien-Adrianopeler Revolutionären Komitees sowie 1903 den Ilinden-Preobraschenie-Aufstand in osmanischen Makedonien und Thrakien. Von der Gründung 1898 bis 1919 war er Herausgeber und Chefredakteur der Zeitung Prjaporez (bulg. „Пряпорец“), dem Organ der 1886 gegründeten Demokratischen Partei.
Nach dem Fall von Stambolow im Mai 1894 kehrte Andrei Ljaptschew nach Sofia zurück. Dort war er zunächst Mitglied der kurzlebigen Junge makedonische literarische Vereinigung. Anfang 1895 begann er für die von Dimitar Risow herausgegebenen Oppositionszeitung Mlada Bulgaria (aus dem Bulg. Млада България, zu Dt. Junges Bulgarien) zu schreiben und wurde kurze Zeit später seiner der Hauptmitarbeiter und Herausgeber. Zu dieser Zeit glaubte er, dass die Normalisierung der Beziehungen zu Russland der Schlüssel für die Vereinigung der Bulgarische Gebiete in Makedonien mit dem Fürstentum Bulgarien sei und bot einige originelle Ideen an um dies zu erreichen – die Abdankung von Ferdinand I. zugunsten seines neugeborenen Sohnes, die Gründung einer Personalunion zwischen Serbien und Bulgarien und sogar die Proklamation der Republik.
Im März 1895 trat Andrei Ljaptschew der Leitung des neu gebildeten Obersten Makedonien-Komitees (kurz OMK, bulg. Върховния македоноски комитет) bei, zunächst als Sekretär und später als stellvertretender Vorsitzender. Er war bis 1898 Mitglied des OMKs und unternahm einige Versuche, die Politik und Aktionen mit der BMARK abzustimmen, obwohl die Spannungen zwischen den beiden Organisationen zunahmen. Nach 1897 zog sich Ljaptschew allmählich aus der Führung des OMKs zurück, blieb jedoch bis zu deren Schließung im Januar 1903 eng mit der Organisation verbunden. So beteiligte er sich aktiv an der Gründung und Redaktion der Zeitung „Reformen“, dem Sprachrohr des OMKs und veröffentlichte dort auch einige Beiträge.

### Abgeordneter und Minister
Wie viele andere Teilnehmer des OMK (Trajko Kitantschew, Aleko Konstantinow, Michail Takew, Nikola Muschanow, Danail Nikolaew) sympathisierte Ljaptschew mit der Demokratischen Partei, die 1896 von Petko Karavelow gegründet wurde. Ljaptschew kannte Karawelow wahrscheinlich bereits aus seiner Zeit am Plowdiwer Gymnasium Kyrill und Method, wurde aber letztendlich von Aleko Konstantinow in seinen engeren Kreis eingeführt. Mit der Zeit wurde er ein enger Freund der Familie. So stellte Ljaptschew im Jahr 1906, der Tochter von Karawelow, Lora dem Dichter Pejo Jaworow vor. Als diese sich von ihrem Ehemann Iwan Drenkow scheiden ließ, beschuldigte sie Ljaptschew der Grund dafür zu sein.
Ljaptschew wurde auch eine der Hauptautoren der Zeitung Prjaporez (zu Dt. Das Banner), dem Organ der Demokratischen Partei. Er war der Hauptkritiker der von der Regierung Todor Iwantschow 1900 eingeführten „Zehnten“ Steuer (Naturalabgabe). Während der Regierung Karawelows (1901–1902) wurde Ljaptschev ins Finanzministerium berufen und war für die direkten Steuern zuständig. In dieser Position organisierte er die Abschaffung des Zehnten. Nach dem Tod von Petko Karawelow Anfang 1903 wurde Alexander Malinow Vorsitzender der Demokratischen Partei und Andrei Ljaptschew und Michail Takew seine Vizepräsidenten. In der Folge wurde Ljaptschew zu einer der führender Experte der Demokraten auf dem Gebiet der Wirtschaftspolitik.
Ljaptschew begann seine eigentliche politische Laufbahn 1908 mit der Wahl zum Abgeordneten der Nationalversammlung, der er mit Ausnahme einer kurzen Unterbrechung zwischen 1911 und 1913, als er als Freiwilliger im Makedonien-Adrianopel-Freiwilligen-Korps der Bulgarischen Armee in den Balkankriege teilnahm, bis zu seinem Tode angehörte.
Am 29. Januar 1908 wurde er in die Regierung des Vorsitzenden der Demokratischen Partei, Aleksandar Malinow, zum Minister für Handel und Landwirtschaft berufen. Noch im gleichen Jahr gehörte er zu den Unterzeichnern der Unabhängigkeitserklärung Bulgariens vom Osmanischen Reich am 5. Oktober. Am 18. September 1910 wurde er von Malinow zum Finanzminister ernannt und übte dieses Amt bis zum Ende von dessen Amtszeit am 29. März 1911 aus.

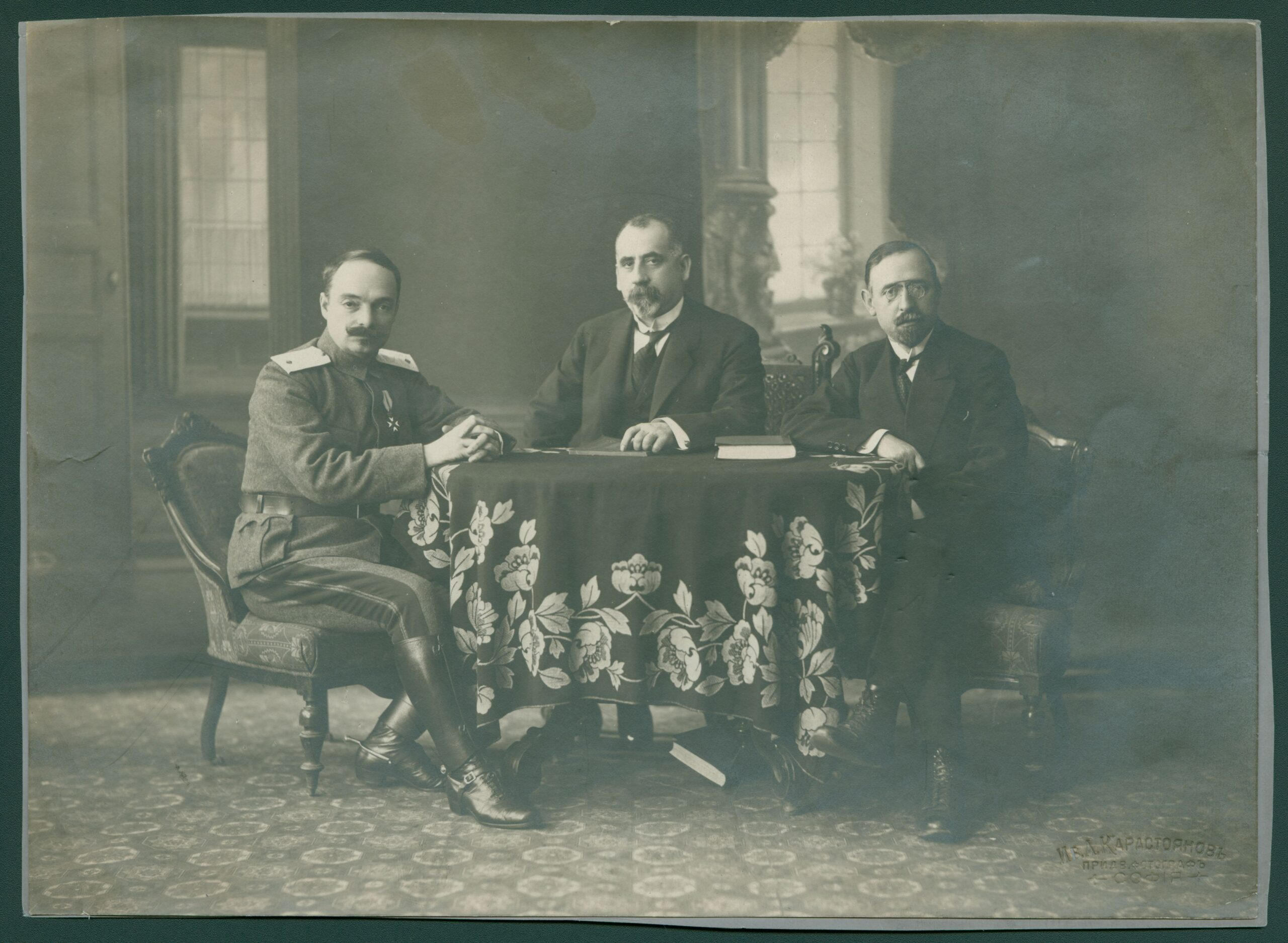
Die bulgarische Delegation während der Ausarbeitung des Waffenstillstandes von Thessaloniki (v. l. n. r.: Iwan Lukow, Andrei Ljaptschew und Simeon Radew)

Am 21. Juni 1918 wurde er von Malinow erneut zum Finanzminister in dessen Kabinett berufen. Im September 1918 gehörte Ljaptschew zu denjenigen Politiker, welche den Zaren Ferdinand I.  zum raschen Friedensabschluss und die Beendigung des Ersten Weltkrieges forderten. Als Finanzminister handelte er mit dem Diplomaten Simeon Radew und General Iwan Lukow den am 29. September 1918 unterzeichneten Waffenstillstand von Thessaloniki mit den Mächten der Entente aus. Damit gestand das Zarentum Bulgarien seine Niederlage im Ersten Weltkrieg ein. Zurückgekehrt in Sofia, verlangte er am 2. Oktober im Parlament die Abdankung des Zaren, der entsprechende Beschluss der Abgeordnete wurde dem Zaren durch Malinow überreicht, welcher nach anfänglichem Zögern es schließlich akzeptierte. Am 17. Oktober 1918 übernahm Ljaptschew zusätzlich das Ministerium für Landwirtschaft und Försterei.
Am 28. November 1918 wurde er von Malinows Nachfolger als Ministerpräsident, Teodor Teodorow, zum ersten zivilen Kriegsminister ernannt. Dieses Amt bekleidete er bis zum 7. Mai 1919. In den folgenden Jahren entwickelte er sich zu einem Gegner des zunehmend diktatorisch regierenden Ministerpräsidenten Aleksandar Stambolijski, der ihn 1922 deshalb verhaften ließ.
Nach dem Sturz der Regierung Stambolijski durch den von Aleksandar Zankow geführten Staatsstreich vom 9. Juni 1923 wurde er aus der Haft entlassen und während der Amtszeit von Zankow Führer der aus mehreren Parteien bestehenden Demokratischen Allianz, die in Zankows Kabinett Ministerämter übernahmen, während Ljaptschew darauf verzichtete.

### Ministerpräsident von 1926 bis 1931
Am 4. Januar 1926 wurde er als Nachfolger von Zankow zum Ministerpräsidenten einer Regierung der Demokratischen Eintracht und der Nationalliberalen Partei ernannt. Zugleich übernahm er in seinem Kabinett das Amt des 'Ministers für Inneres und Nationale Gesundheit'.
Als Ministerpräsident bemühte er sich insbesondere darum, das internationale Ansehen Bulgariens nach dem verlorenen Ersten Weltkrieg zu steigern. 1927 und 1928 erreichte er nach Verhandlungen mit dem Völkerbund die Bewilligung von zwei Krediten zur Unterstützung der Rückkehr von bulgarischen Kriegsflüchtlingen aus Jugoslawien und zum Aufbau der zerstörten Wirtschaft. Während seiner Regierungszeit wurde 1929 der Briand-Kellogg-Pakt unterzeichnet.
Im Gegensatz zu seinem Vorgänger leitete er eine gemäßigtere Politik ein, die auch zu einer Amnestie von kommunistischen Gefangenen mit sich brachte, wobei aber auch er am Verbot der Kommunistischen Partei festhielt. Er hob auch das Verbot der Gewerkschaften auf und verabschiedete ein Gesetz zur Einführung des Achtstundentages. Des Weiteren förderte er die Modernisierung der Landwirtschaft durch die Gründung von Genossenschaften.

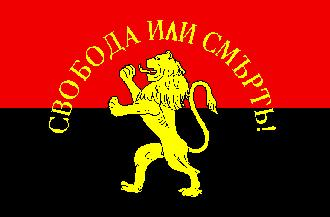
Emblem der IMRO mit der Losung „Freiheit oder Tod“

Die Toleranz seiner Regierung für die Innere Mazedonische Revolutionäre Organisation (aus dem Bulg. Вътрешна Македонска Революционна Организация (IMRO)) führte bald zu Spannungen mit Griechenland und Jugoslawien. Die durch die Weltwirtschaftskrise verursachte schlechte wirtschaftliche Lage und die Ablehnung einiger seiner Koalitionspartner begünstigten die Wahlniederlage bei der Wahl zur Nationalversammlung am 29. Mai 1931.
Am 29. Juni 1931 wurde er von seinem früheren Parteifreund Malinow als Ministerpräsident abgelöst.